# 河内屋源七
河内屋 源七（かわちや げんしち、生没年不詳）とは江戸時代の江戸にあった地本問屋。

## 来歴
河源、東栄堂または東永堂と号す。江戸の富沢町の家主で、享和から文政年間に地本問屋を営業している。喜多川歌麿、菱川柳谷、歌川国貞、菊川英山の錦絵を出版している。

## 作品
- 喜多川歌麿 「当世美人六歌仙」 大判揃物 文化ころ
- 菱川柳谷 「玉屋内明石」 大判 享和文化
- 歌川国貞 「葛の葉」 大判変形3枚継 文化10年（1813年）
- 歌川国貞 「褄重噂菊月」 大判2枚揃
- 歌川国貞 「今様大津絵」 大判
- 菊川英山 「風流美人鏡」 大判 文化